# 24K
24K (Västerort, ...) è un rapper svedese.

## Biografia
24K ha fatto il suo esordio discografico pubblicando l'album in studio Livsstilen (2019). Tuttavia, soltanto col disco successivo Före min tid ha fatto l'esordio all'interno della top ten della Sverigetopplistan. Al progetto ha fatto seguito Före min tid 2, distribuito nel dicembre 2020; l'album contiene Stordåd, una collaborazione con Asme certificata disco d'oro dalla IFPI Sverige.
A circa tre anni di distanza viene reso disponibile per il consumo il quarto disco, intitolato 2024K.

## Discografia

### Album in studio
- 2019 – Livsstilen
- 2019 – Före min tid
- 2020 – Före min tid 2
- 2024 – 2024K

### Singoli
- 2015 – En grabb från programmen
- 2016 – En andra chans
- 2016 – Drömmar av guld
- 2016 – Står i orten
- 2016 – Cirkeln är liten
- 2016 – Vi kom upp (feat. Willow)
- 2018 – Drama i mitt block
- 2018 – Dom vill va mig
- 2018 – Balenciaga
- 2018 – Förlängda magasin
- 2018 – Säg inte till nån
- 2018 – Vad har du hört
- 2018 – Bars
- 2018 – Toppen av botten
- 2019 – Ingenting du ville
- 2020 – Suge Knight
- 2020 – Mode ikon
- 2020 – Därifrån (feat. Yasin)
- 2020 – Varje dag
- 2020 – Stordåd (con Asme)
- 2020 – Kaktus (con Greekazo)
- 2021 – 100
- 2021 – 4 ringar
- 2021 – Spiller blod på ett beat
- 2021 – Aspen
- 2023 – Vad du vill
- 2023 – Money Talks (feat. T.G Boogie)
- 2023 – Ingen nacas
- 2023 – Habibi de vi
- 2023 – Sluta prata
- 2024 – Oh oh (con T.G Boogie)
- 2025 – Wesh wesh
- 2025 – Med oss (con Asme e Romanos)